# Manea Mănescu
Pour les articles homonymes, voir Mănescu.
Manea Mănescu (né le 9 août 1916 à Brăila et mort le 27 février 2009 à Bucarest) est un homme d'État roumain. Haut responsable du régime communiste, il est président du Conseil des ministres (Premier ministre) de 1974 à 1979.

## Biographie
Manea Mănescu étudie de 1936 à 1940 à l'Académie des hautes études commerciales et industrielles de Bucarest. Il travaille alors dès 1942 en tant qu'économiste au sein de l'administration roumaine et occupe également plusieurs postes d'enseignant.
Il rejoint le Parti communiste roumain (PCR) en 1944. À la suite de l'instauration du régime communiste, il détient différentes fonctions relatives à la planification de l'économie au sein de l'appareil d'État ainsi que du parti unique et exerce les fonctions de ministre des Finances de 1955 à 1957. Il est nommé en 1972 vice-président du Conseil des ministres, dont il exerce ensuite la présidence de 1974 à 1979. Membre du Comité central du PCR de 1960 à 1979 et de 1982 à 1989, il demeure jusqu'à la révolution de 1989, un dignitaire communiste de grande influence.
À la suite de la chute du régime communiste, il comparait aux côtés de Tudor Postelnicu, Emil Bobu et Ion Dincă devant le tribunal militaire territorial de Bucarest pour des faits de génocide lors de la révolution. Il est alors condamnés en février 1990, comme ses trois co-accusés, à une peine de prison à perpétuité. En avril de la même, la Cour suprême de justice requalifie les faits des quatre dignitaires communistes, et abandonne le terme de « génocide » pour ceux de « complicité aggravée de meurtre » et de « complicité aggravée de tentative de meurtre ». La cour commue également les peines de prison à perpétuité à des peines de prison allant de sept à quinze ans (dix dans le cas de Mănescu). Son épouse est décédée en 2005.